# Karlslunda församling
Karlslunda församling var en församling inom Södra Möre kontrakt i Växjö stift inom Svenska kyrkan, i Kalmar kommun. Församlingen uppgick 2010 i Karlslunda-Mortorps församling.
Församlingskyrka var Karlslunda kyrka.

## Administrativ historik
Församlingen utbröts under 1650-talet ur Arby församling som en kapellförsamling med namnet Arby kapellförsamling. 24 oktober 1873 ombildades (beslut 6 november 1868) den till en annexförsamling och fick nuvarande namn. Församlingen ingick fram till 1962 i Arby pastorat, därefter bildade den pastorat med Mortorps församling och Oskars församling, men utan denna senare från 1977. 1 januari 2010 uppgick församlingen i Karslunda-Mortorps församling.
Församlingskod var 088014.

## Församlingshem

### Orgel
I Karlsunda församlingshem finns en orgel byggd 1966 av A Magnussons orgelbyggeri. Orgeln är mekanisk med delade register.
| Manual I     | Pedal   |
| Gedackt 8’   | Bihängd |
| Rörflöjt 4’  |         |
| Principal 2’ |         |
| Nasat 1 1⁄3’ |         |

## Trycka källor
- Tore Johansson, red (1988). Inventarium över svenska orglar: 1988:II, Växjö stift. Tostared: Förlag Svenska orglar. Libris 4108784